# Centropus phasianinus spilopterus
El cucal de las Kai (Centropus phasianinus spilopterus) es una subespecie de ave cuculiforme de la familia Cuculidae endémica de Indonesia.

## Distribución y hábitat
Se encuentra confinado en las selvas de las islas Kai.